# (4410) Kamuimintara
(4410) Kamuimintara est un astéroïde de la ceinture principale découvert par Hiroshi Kaneda et Seiji Ueda, le 17 décembre 1989. Il a été nommé d'après le nom aïnous de Daisetsuzan, le terrain de jeux de Kamuy une divinité de ce peuple.